# Bazoches-au-Houlme
Bazoches-au-Houlme [bazɔʃ o ulm] ist eine französische Gemeinde mit 455 Einwohnern (Stand 1. Januar 2022) im Département Orne in der Region Normandie.

## Geografie
Bazoches-au-Houlme liegt 18 Kilometer nordwestlich der Stadt Argentan und einige Kilometer südlich der Grenze zum Département Calvados, an das das Gemeindegebiet im Norden grenzt. Der Ort liegt an der Departementsstraße D 909 von Falaise nach Putanges-Pont-Écrepin. Das Gemeindegebiet wird von der Baize sowie den Bächen Ruisseau des Monts Hiboux und Ruisseau du Val Lienard durchflossen.

## Name
Bis ins 12. Jahrhundert trug der Ort den Namen Basollae, was sich von dem lateinischen Wort Basilika ableitet und vermutlich für eine Kapelle oder aber eine kleine Festung stand. Aus diesem Namen entwickelte sich der heutige Namensteil Bazoches. Das Wort Houlme könnte ebenfalls lateinischer Herkunft sein und sich aus dem Wort ulmus (lateinisch für Ulme) ableiten. Eine weitere Theorie besagt, dass es aus dem skandinavischen Wort holm entstand, das das bewaldete Hügelland rund um Bazoches beschreibt.

## Kultur und Geschichte

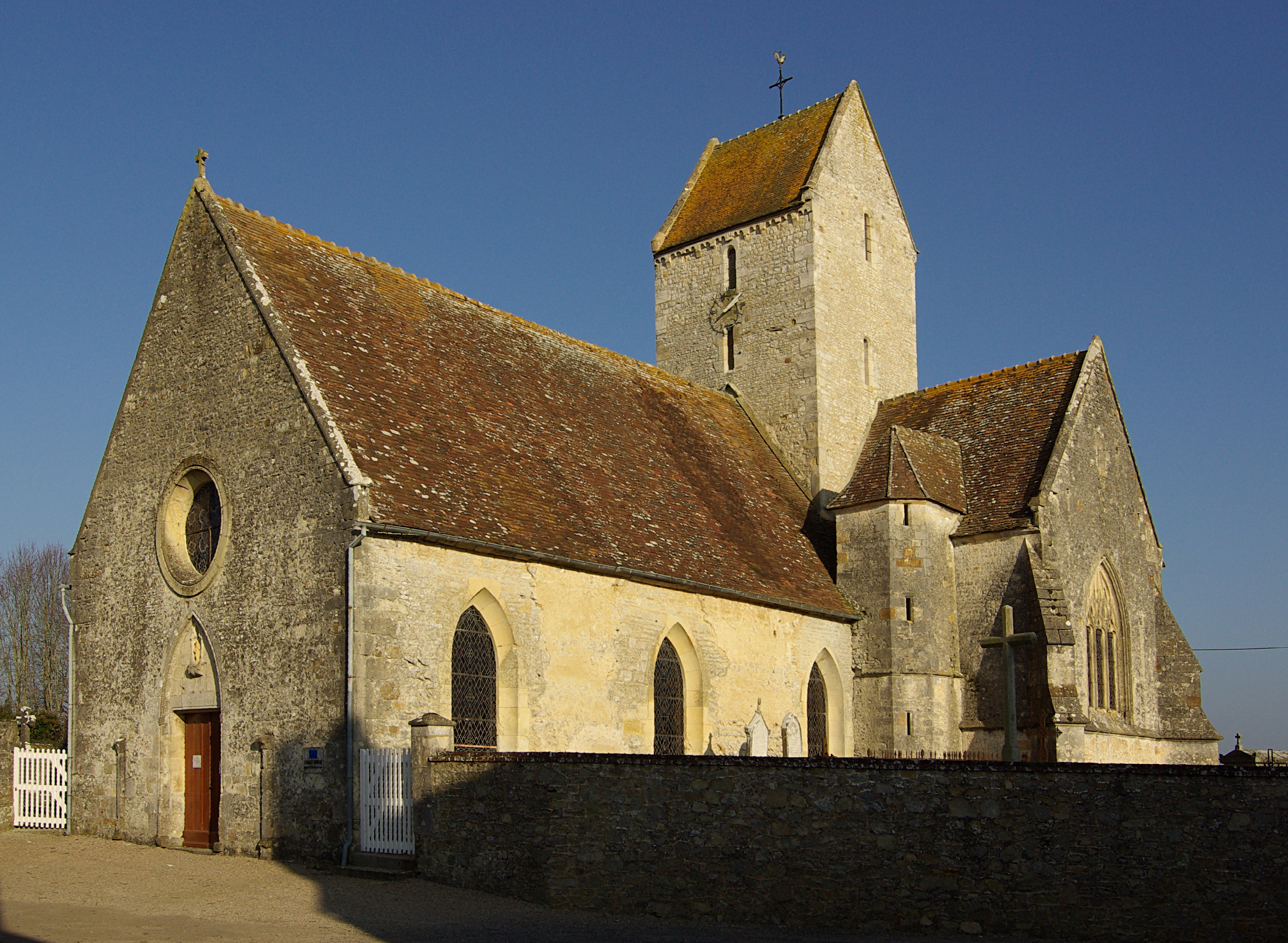
Kirche Saint-Pierre

Im Mittelalter war Bazoches als Sitz eines Archidiakonats innerhalb des Bistums Sées ein bedeutender Ort. Das Archidiakonat umfasste 120 Pfarrgemeinden, wobei die Existenz der Pfarrgemeinde Bazoches seit dem 11. Jahrhundert belegt ist. Im Ort gab es neben einer Kirche eine Burg, die beide 1113 von Gottfried V. zerstört wurden. Erst nach längerer Zeit erfolgte der Wiederaufbau der Kirche. 1477 ließ der Baron von Bazoches nahe dem ehemaligen Schloss einen Wachturm errichten, dessen Überreste heute noch erhalten sind. Dem folgte 1509 der Bau einer neuen Kirche.
Nach der Französischen Revolution war Bazoches zunächst der Hauptort eines eigenen Kantons, wurde aber bereits 1801 in den Kanton Putanges eingegliedert. 1812 wurde die ehemals selbstständige Gemeinde La Chapelle-Monvoisin nach Bazoches eingemeindet. Das Zentrum des Ortes bildete eine heute noch erhaltene Kapelle. Im selben Jahr wurde auch Saint-Pavin ein Teil der Gemeinde. In Saint-Pavin liegt das Château de Saint-Pavin, das als Geburtsort des 1858 geborenen Schriftstellers Rémy de Gourmont Bekanntheit erlangte. 

## Bevölkerungsentwicklung
| Jahr      | 1962 | 1968 | 1975 | 1982 | 1990 | 1999 | 2010 | 2017 |
| Einwohner | 483  | 442  | 386  | 332  | 335  | 334  | 462  | 468  |